# Frederick Buechner
Carl Frederick Buechner (/ˈbiːknər/ BEEK-nər; Nueva York, 11 de julio de 1926-15 de agosto de 2022) fue un escritor estadounidense, novelista, poeta, autobiógrafo, ensayista, predicador, y teólogo. 

## Biografía
Fue un ministro presbiteriano, autor de más de treinta libros. Su trabajo abarcó géneros diferentes, incluyendo ficción, autobiografía, ensayos y sermones, en un carrera que duró seis décadas. Sus libros han sido traducidos a muchas lenguas para publicación alrededor del mundo. Algunas de sus obras son Un Día Largo está Muriendo, El Libro de Bebb, Godric (un finalista para el 1981 Premio Pulitzer), y Brendan, su memorias, incluyendo Diciendo Secretos y El Viaje Sagrado, y sus trabajos más teológicos, Secretos en la Oscuridad, La Derrota Magnífica, y Diciendo la Verdad.

## Premios
Además, fue ganador del Premio O. Henry, el Premio Rosenthal, el Premio Cristianismo y Literatura Belles Lettres, y ha sido reconocido por la Academia Estadounidense e Instituto de Artes y Letras.